# Gaggenau
Gaggenau là một thị trấn thuộc huyện Rastatt, bang Baden-Württemberg, Đức. Nơi đây nằm cách Baden-Baden khoảng 8 km về phía đông bắc.